# مهمان (فیلم ۲۰۲۴)
مهمان (انگلیسی: The Visitor) فیلمی بریتانیایی محصول سال ۲۰۲۴ به کارگردانی بروس لابروس است. این فیلم با بازی بازیگر بورلسک، بیشاپ بلک، در نقش اصلی، تفسیری تازه از فیلم تمثیلی قضیه (۱۹۶۸) ساختهٔ پیر پائولو پازولینی ارائه می‌دهد و شامل صحنه‌هایی آشکار و بی‌پرده از روابط جنسی است.
فیلم در بخش پانورامای هفتاد و چهارمین جشنواره بین‌المللی فیلم برلین انتخاب شد و در تاریخ ۱۷ فوریه ۲۰۲۴ به نمایش درآمد.

## موضوع فیلم
مهمان یک بازآفرینی بریتانیایی از فیلم قضیه ساختهٔ کارگردان نامدار سینمای ایتالیا پیر پائولو پازولینی در سال ۱۹۶۸ است. در نسخهٔ اصلی پازولینی، شخصیتی مرموز که همه او را «مهمان» می‌نامند، به خانهٔ یک خانوادهٔ مرفه وارد می‌شود و یک به یکی با تمام اعضای خانواده وارد رابطه‌ای اغواگرانه می‌شود. پس از ترک ناگهانی‌اش آنها، خلأیی در خانه به‌جا می‌گذارد که هر یک از اعضا به شکل متفاوتی سعی در پر کردن آن دارند.
در فیلم مهمان به کارگردانی بروس لابروس، این شخصیت به‌جای یک مرد مرموز، یک پناهنده است که درون چمدانی کوچک، در کنارهٔ رودخانه تیمز در لندن پیدا می‌شود. او یکی از چندین مرد شبیه به هم است که هم‌زمان از چمدان‌هایی در نقاط مختلف شهر بیرون می‌آیند. او با ظاهری شبیه به یک بی‌خانمان، به خانهٔ یک خانوادهٔ مرفه می‌رسد و با خدمتکار خانه آشنا می‌شود. خدمتکار او را به عنوان خواهرزاده‌اش معرفی می‌کند و خانواده نیز او را به‌عنوان خدمتکار مقیم خانه استخدام می‌کنند.
مهمان با تمام اعضای خانواده وارد رابطه جنسی می‌شود؛ صحنه‌هایی که به‌صورت صریح و بی‌پرده به تصویر کشیده شده‌اند. پس از این تجربه‌ها، هر یک از اعضای خانواده دچار تحولی عمیق، چه از نظر جنسی و چه از نظر معنوی، می‌شوند.

## بازیگران
- بیشاپ بلَک در نقش مهمان
- مَکلین کووال در نقش پدر خانواده
- ایمی کینگزمیل در نقش مادر خانواده
- ری فیلار در نقش دختر خانواده
- کرتیس لینکلن در نقش پسر خانواده
- لوکا فدریچی در نقش خدمتکار خانواده
- جان فولی در نقش مرد بی‌خانمان

## انتشار
فیلم مهمان نخستین نمایش جهانی خود را در تاریخ ۱۷ فوریه ۲۰۲۴، در بخش پانورامای هفتاد و چهارمین دوره جشنواره بین‌المللی فیلم برلین تجربه کرد.
در ژانویه ۲۰۲۴، شرکت «بست فرند فورِوِر» مستقر در بروکسل، حقوق پخش و فروش این فیلم را به دست آورد.

## بازخورد
کاترین بری در نشریه ورایتی نوشت:
«دوربین جک همیلتون در تمام مدت به صحنه‌های نمناک و پُرالتهاب نزدیک می‌ماند، تا حدی که ممکن است از خودتان بپرسید آیا در بودجه فیلم، بندی هم برای دستمال کاغذی و پاک‌کننده‌ی لنز در نظر گرفته شده بوده یا شاید نوعی محافظ پاشیدن مایعات!»
سرنا سگدونی، که فیلم را در جشنواره برلین برای نقدهای بلند و بی‌پروا نقد کرده، به آن امتیاز ۳.۵ ستاره داده و نوشت:
«این فیلم انقلابی است؛ از این جهت که چیزی را که در سینما به آن عادت داریم، به شیوه‌های مختلفی زیر و رو می‌کند.»
موریل دل دون در نقدی برای سینه‌یوروپا درباره‌ی فیلم در برلیناله نوشت:
«خاطی و به این تخطی مفتخر، بروس لابروس با آخرین فیلم قدرتمندش به ما نشان می‌دهد که هنوز ذره‌ای از انرژی نهفته و براندازانه‌اش را از دست نداده است.»
دیوید اوپی از ایندی‌وایر، که فیلم را در برلیناله بررسی کرد، به آن نمره‌ی A داد و نوشت:
«به‌شکلی درخشان منحرف... سخت می‌توان کسی را تصور کرد که بهتر از بروس لابروس بتواند به بریتانیای معاصر دو انگشت وسط نشان بدهد — و حتی سخت‌تر آنکه کسی بتواند این کار را با چنین شادی آشوب‌گرانه و براندازانه‌ای انجام دهد.»

## جوایز
| جایزه                        | تاریخ                                        | شاخه                                           | نامزد | نتیجه    | منبع   |
| ---------------------------- | -------------------------------------------- | ---------------------------------------------- | ----- | -------- | ------ |
| جشنواره بین‌المللی فیلم برلین | هفتاد و چهارمین جشنواره بین‌المللی فیلم برلین | جایزه تماشاگران پانوراما برای بهترین فیلم بلند | مهمان | نامزدشده | [ ۷ ]  |
| جشنواره بین‌المللی فیلم برلین | هفتاد و چهارمین جشنواره بین‌المللی فیلم برلین | جایزه تدی برای بهترین فیلم بلند                | مهمان | نامزدشده | [ ۱۴ ] |